# STS-135
STS-135 was de laatste missie van het spaceshuttleprogramma. STS-135 werd op 8 juli 2011 gelanceerd en landde op 21 juli.
De missie werd uitgevoerd door het ruimteveer Atlantis en bracht de Multi-Purpose Logistics Module (MPLM) Raffaello naar het internationale ruimtestation (ISS). Verder ging er ook een Lightweight Multi-Purpose Carrier (LMC) mee.

## Bemanning
De bemanning voor STS-135 werd op 14 september 2010 (toen nog voor STS-335, een eventuele reddingsmissie) bekendgemaakt. Omdat dit de allerlaatste vlucht van een Space Shuttle was, was het niet mogelijk om een reddingsmissie achter de hand te houden. Hierom werd slechts een minimale bemanning van vier personen meegestuurd. Het was de eerste Space Shuttle-vlucht met vier bemanningsleden sinds STS-6, en de enige keer dat een Space Shuttle met maar vier bemanningsleden naar het ISS ging.
| Positie            | Gelanceerde astronaut                | Gelande astronaut                    |
| ------------------ | ------------------------------------ | ------------------------------------ |
| Bevelhebber        | Christopher Ferguson 3e ruimtevlucht | Christopher Ferguson 3e ruimtevlucht |
| Piloot             | Douglas Hurley 2e ruimtevlucht       | Douglas Hurley 2e ruimtevlucht       |
| Missiespecialist 1 | Sandra Magnus 3e ruimtevlucht        | Sandra Magnus 3e ruimtevlucht        |
| Missiespecialist 2 | Rex Walheim 3e ruimtevlucht          | Rex Walheim 3e ruimtevlucht          |

## Wake-upsongs
Sinds de dagen van de Gemini-ruimtevluchten is het een traditie dat de bemanning bij het begin van elke dag in de ruimte wordt gewekt met een speciale melodie. Die wordt speciaal gekozen, vaak door hun familie, en heeft gewoonlijk een bijzondere betekenis voor een individueel lid van de bemanning, of is van toepassing op hun dagelijkse activiteiten.
| Vluchtdag | Liedje | Artiest                  | Gespeeld voor        | Links         |
| --------- | --- | ------------------------ | -------------------- | ------------- |
| Dag 2     | "Viva la Vida" met een persoonlijke boodschap van alle medewerkers van Marshall Space Flight Center       | Coldplay                 | Douglas Hurley       | MP3 WAV Video |
| Dag 3     | "Mr. Blue Sky"                                                                                            | Electric Light Orchestra | Christopher Ferguson | MP3 WAV Video |
| Dag 4     | "Tubthumping"                                                                                             | Chumbawamba              | Sandra Magnus        | MP3 WAV Video |
| Dag 5     | "More" | Matthew West             | Rex Walheim          | MP3 WAV Video |
| Dag 6     | "Rocket Man" met een persoonlijke boodschap van Elton John                                                | Elton John               | STS-135 Crew         | MP3 WAV Video |
| Dag 7     | A-capellaversie van "Man on the Moon" met een persoonlijke boodschap van Michael Stipe                    | Michael Stipe            | STS-135 Crew         | MP3 WAV Video |
| Dag 8     | "Good Day Sunshine" met een persoonlijke boodschap van Paul McCartney                                     | The Beatles              | STS-135 Crew         | Video         |
| Dag 9     | "Run the World (Girls)" met een persoonlijke boodschap van Beyoncé                                        | Beyoncé                  | Sandra Magnus        | Video         |
| Dag 10    | "Celebration" met een persoonlijke boodschap van alle medewerkers van Stennis Space Center                | Kool & The Gang          | Sandra Magnus        | WAV Video     |
| Dag 11    | "Days Go By" met een persoonlijke boodschap van alle medewerkers van Johnson Space Center                 | Keith Urban              | Rex Walheim          | Video         |
| Dag 12    | "Don't Panic"                                                                                             | Coldplay                 | Douglas Hurley       | Video         |
| Dag 13    | "Fanfare for the Common Man" met een persoonlijke boodschap van alle medewerkers van Kennedy Space Center | Aaron Copland            | Christopher Ferguson | Video         |

## Trivia
- Het zou na STS-135 bijna negen jaar duren voor er weer een bemand ruimteschip vanuit de Verenigde Staten werd gelanceerd. Doug Hurley, die ook op STS-135 vloog, nam deel aan de Amerikaanse return to crewed spaceflight-vlucht SpX-DM2, die op 30 mei 2020 van hetzelfde lanceerplatform werd gelanceerd. Hurley nam de Amerikaanse vlag, die de STS-135-bemanning symbolisch in het ISS achterliet voor de volgende bemande Amerikaanse vlucht naar het ISS, mee terug naar aarde. Zou de Boeing Starliner eerder klaar zijn geweest dan was de eer van het meenemen van de vlag aan STS-135-gezagvoerder Chris Ferguson, die namens Boeing op de eerste Starliner-vlucht mee zou gaan, zijn geweest. Dezelfde vlag had eerder tijdens STS-1, de eerste testvlucht van de spaceshuttle, aan boord van de Columbia gevlogen.

STS-51-J · STS-61-B · STS-27 · STS-30 · STS-34 · STS-36 · STS-38 · STS-37 · STS-43 · STS-44 · STS-45 · STS-46 · STS-66 · STS-71 · STS-74 · STS-76 · STS-79 · STS-81 · STS-84 · STS-86 · STS-101 · STS-106 · STS-98 · STS-104 · STS-110 · STS-112 · STS-115 · STS-117 · STS-122 · STS-125 · STS-129 · STS-132 · STS-135